# 히가시촌 (지바현)
히가시촌(東村)은 지바현 조세이군에 일찍이 존재했던 촌이다.

## 지리
- 현재의 무쓰자와정 중부, 조난정 남동부에 해당한다.
- 마을은 산이 많은 지형이다.
- 마을은 이치노미야강의 지류인 하니오강 중류에 위치해 있다.

## 역사
- 1889년 4월 1일 - 정촌제 시행에 의해 가미하부군 히가시촌이 성립하였다.
- 1897년 4월 1일 - 가미하부군이 폐지되어 조세이군이 되었다.
- 1955년
  - 2월 11일 - 조난정, 히가시촌, 미즈카미촌과 합병해 조난정이 신설되어, 동일 히가시촌은 폐지되었다.
  - 7월 20일 - 잔부는 미즈사와촌, 쓰치무쓰촌과 합병해 무쓰자와촌이 성립하였다.

## 인구
| 1891년 | 4,139 |

## 참고문헌
- 角川日本地名大辞典編纂委員会『角川日本地名大辞典 12 千葉県』、角川書店、1984年 ISBN 4-04-001120-1